# CCR1
Thụ thể Chemokine C-C type 1 là một protein được mã hóa bởi gen CCR1 ở người.
CCR1 gần đây cũng được gọi là CD191 (cụm biệt hóa 191).

## Chức năng
Gen này mã hóa một thành viên của họ thụ thể chemokine beta, thuộc thụ thể bắt cặp với protein G. Các phối tử của thụ thể này bao gồm CCL3 (hay MIP-1 alpha), CCL5 (hay RANTES), CCL7 (hay MCP-3) và CCL23 (hay MPIF-1). Các chemokine và các thụ thể của chúng, làm trung gian truyền tín hiệu, rất quan trọng trong việc thu hút các tế bào miễn dịch tác động (effector) đến vị trí viêm. Các nghiên cứu knockout về sự tương đồng của chuột cho thấy vai trò của gen này trong việc bảo vệ vật chủ khỏi phản ứng viêm và tính nhạy cảm với vi rút và ký sinh trùng. Gen này và các gen thụ thể chemokine khác, bao gồm CCR2, CCRL2, CCR3, CCR5 và CXCR1, tạo thành một cụm gen trên nhiễm sắc thể 3p.

## Tương tác
CCR1 đã được chứng minh là tương tác với CCL5.